# Кенарал (Восточно-Казахстанская область)
Кенарал (каз. Кеңарал) — упразднённое село в Зайсанском районе Восточно-Казахстанской области Казахстана. Входило в состав сельского округа Сарытерек. Код КАТО — 634643605. Ликвидировано в 2009 г.

## Население
В 1999 году население села составляло 35 человек (20 мужчин и 15 женщин). По данным переписи 2009 года, в селе проживало 27 человек (17 мужчин и 10 женщин).